# Kabir Bedi
Kabir Bedi (Lahore, 16 de enero de 1946) es un actor indio.

## Primeros años de vida
Bedi fue uno de los tres niños nacidos en una familia sij que se había dedicado a la lucha de la India por la independencia del dominio colonial británico. Su padre, Baba Pyare Lal Singh Bedi, del pueblo Sij, fue autor y filósofo. Su madre, Freda Bedi, era una mujer británica nacida en Derby, Inglaterra, que se hizo famosa como la primera mujer occidental en tomar la ordenación en el budismo tibetano. Kabir Bedi estudió en el Sherwood College, Nainital, Uttarakhand y se graduó en el St. Stephen's College, Delhi.

## Vida artística
Kabir Bedi comenzó su carrera artística en el teatro indio dando luego el salto a la gran pantalla en su país natal. El éxito en Europa le llega de la mano de la televisión, al protagonizar en 1976, la coproducción italo-germano-francesa Sandokán, basada en la novela de Emilio Salgari y en la que interpretó al personaje que da título a la serie, lo que le proporcionó una enorme popularidad en toda Europa, desatando escenas de histeria en España.
Posteriormente, intervino en Octopussy (1983), de la saga del Agente 007, junto a Roger Moore, dando vida al villano Gobinda. El papel le abrió las puertas del mercado estadounidense y en años sucesivos intervino en varias series de televisión estadounidenses como Dinastía, Murder, She Wrote, Magnum P.I., Knight Rider y Highlander.
En los últimos años, se ha dedicado sobre todo al cine de Bollywood (cine de la India), habiendo llegado a rodar más de 60 películas, entre las que destaca Taj Mahal: An Eternal Love Story (2005), en el papel del emperador mogol Shah Jahan, creador del Taj Mahal. También aparece en Kites (2010), película india donde actúa por primera vez una uruguaya-mexicana: Bárbara Mori. Se estrenó en India y Estados Unidos el 21 de mayo de 2010, convirtiéndose en la primera película de Bollywood en alcanzar el Top Ten de Estados Unidos al estrenarse en 208 salas.